# Terra Ignota
Terra Ignota é uma tetralogia de ficção científica e romance filosófico da autora norte-americana Ada Palmer. A série consiste em Too Like the Lightning (2016), Seven Surrenders (2017), The Will to Battle (2017) e Maybe the Stars (2021).
Após três séculos de uma quase utopia global, um crime e a descoberta de uma criança milagrosa, começam-se a desvendar segredos e a surgir dilemas que ameaçam o mundo de entrar numa guerra total tecnologicamente avançada. Os três primeiros livros cobrem os eventos que levaram à guerra e o livro final cobre a guerra em si.
Os romances ganharam vários prêmios, incluindo o Compton Crook Award de 2017. O primeiro romance foi finalista do Prêmio Hugo de Melhor Romance de 2017, e a série como um todo foi finalista do Prêmio Hugo de Melhor Série de 2022.

## Sinopse
Ambientado no ano de 2454, a tecnologia avançada levou ao advento de uma era de ouro quase utópica, vivendo-se centenas de séculos de paz e prosperidade. No entanto, ainda existem tensões entre grupos políticos. Mycroft frequenta a casa Saneer-Weeksbooth, onde um importante documento roubado foi plantado. O mistério do porquê e por quem serve como ponto focal que atrai muitos personagens, competindo pelo poder global e pela paz. Enquanto isso, Mycroft tenta proteger e esconder uma criança chamada Bridger, que tem o poder de tornar o irreal real.

## Contexto
A Terra de Terra Ignota viu vários séculos de paz e prosperidade quase total, onde os alimentos são sintetizados, a semana de trabalho é de 20 horas e todos são publicamente neutros em termos de gênero, usando pronomes no they singular. As famílias não são mais nucleares, sendo organizadas em coletivos de coabitação chamados bash'houses (do japonês i-basho, que significa 'lar'). A religião é legalmente restrita a relacionamentos de aconselhamento privado ou reservas de santuários. A vigilância é universal; os indivíduos são equipados com dispositivos rastreadores pessoais que permitem a telecomunicações e registam o paradeiro de uma pessoa, mas podem ser desligados. Os criminosos são condenados à servidão contratada para pagar a sua dívida para com a sociedade; não há pena de morte. Esta paz e abundância são delicadamente mantidas pelas relações entre um pequeno grupo de líderes mundiais.

### Colmeias
Após a invenção dos carros voadores e uma série de guerras religiosas conhecidas como Guerras da Igreja, o século XXII viu o fim do Estado-nação geográfico, sendo substituido por uma série de Leis Universais e um conjunto de Hives (Colmeias), nações não geográficas com cidadania voluntária. Cada Colmeia tem o seu próprio sistema jurídico, governo, idioma, maneira de vestir e capital. No ano de 2454, existiam sete Colmeias, bem como três grupos de Hiveless (Sem Colmeia). Todos os cidadãos menores de idade são Graylaw Hiveless até passarem no Exame de Competência para Adultos e declarem lealdade. Bash'houses podem incluir pessoas de várias Colmeias ou todos da mesma.
| Grupo           | Capital               | Idiomas                          | Estrutura Govermental                                            | Notas |
| --------------- | --------------------- | -------------------------------- | ---------------------------------------------------------------- | --- |
| Os Humanistas   | Buenos Aires          | Castelhano                       | Democracia Fléxivel Constitucional                               | O seu poder é proporcional ao número de votos recebidos. Os Humanistas acreditam no poder da individualidade para atingir os seus objetivos e conquistas. Utilizam botas inteiramente personalizadas para se identificarem. As solas podem recriar qualquer padrão, figura ou até cores, representando a sua própria identidade. Cor: Arco-Íris |
| Os Primos       | Casablanca            | Inglês                           | Comité de Conselheiros e Caixa de Sugestões                      | Originalmente era composto por um grupo internacional de voluntários que se juntaram para criar acomodações para os seus viajantes. Posteriormente, os Primos continuaram essa missão ao criar uma comunidade de bons samaritanos. Baniram o uso recreativo de drogas e a prática da prostituição. A maioria dos Nutricionistas (aqueles que se opõem à criação de set-sets) são Primos. São os mais pobres entre todas as Colmeias. Utilizam um pano para se identificarem. Cor: Azul e Branco. |
| ImpérioMasónico | Alexandria            | Neo Maçónico-Latim:99            | Monarquia Absoluta Não-Herditária                                | Segundo a lenda descendem das Lojas Masónicas. Cada Imperador pode adicionar ou alterar três palavras ao Juramento durante o seu reinado. O sucessor é mantido é absoluto segredo através de um pacto de silêncio. Utilizam fatos para se identificarem, frequentemente com cores distintas nos braços ou braceletes para indicar o seu status. |
| Górdios         | Ingolstadt            | Alemão                           | Brain Bash' e Comité Corporativo                                 | A corporação dos Górdios recebeu o seu nome pelo mítico nó górdio. Lentamente mesclou-se com o Brillist Institute, uma instituição académica fundada pelo psicólogo revolucionário Adolf Richter Brill. A liderança da Colmeia é escolhida pelo comité do instituto. Utilizam camisolas para se identificarem. As camisolas têm padrões únicos para indicar a sua personalidade. Cor: Preto, Vermelho e Dourado.                                                                                 |
| Europa          | Bruselas              | Francês                          | Parlamento Nacional Democrático                                  | Inspirado na União Europeia, representa aqueles cujos valores assentam na sua identidade etnica e nacional, mesmo para além do continente europeu. Cor: Azul e Dourado. |
| Mitsubishi      | Tōgenkyō ( Indonésia) | Nenhum Oficial (Inglês)          | Democracia de Acionistas ( Timocracia Corporativa)               | Os membros da Mitsubishi valorizam sobretudo a posse de propriedade através do sistema de acionistas, possuindo parcelas de vários edíficios, apartamentos, fábricas, etc. A Indonésia foi escolhida para sede da sua capital devido a um compromisso entre as três mais poderosas facções dentro da Colmeia (Japão, Coreia e China).:44Utilizam roupas que mudam conforme as estações. Cor: Vermelho, Branco e Verde.                                                                           |
| Utopia          | Luna City (Lua)       | Nenhuma Oficial (Inglês/U-speak) | Sistema de Sobreposição de "Constelações" de Equipas de Trabalho | Constituido por vocateurs prolíferos que inventam diariamente inovações tecnológicas. É a Colmeia mais próspera de todas. Utilizam casacos e visores de Griffincloth, uma matéria digital programada para apresentar uma versão alternativa do mundo conforme o seu utilizador. Quando um utópico morre todos os casacos dos restantes cidadãos mudam para estática. |

#### O Senado da Aliança Livre Universal
Todos os órgãos representativos das Colmeias e Sem Colmeias participam no Senado Global da Aliança Livre Universal, com sede na capital mundial de Romanova. A grande maioria do Código de Lei Universal é apresentada no capítulo cinco de The Will To Battle. O Senado é composto por duzentos senadores, incluindo representantes dos Sem Colmeias (que têm o direito ao veto) e dos Menores (que podem falar apesar de não votarem).
O Senado envia ordens aos departamentos da Aliança, incluindo o Tribunal, o Conclave dos Sensayers, o Gabinete da Censura, o Comissário Geral e a sua Polícia, o Conselho de Habitação e o Arquivo.

#### O sistema de transporte das Seis Colmeias
O Sistema de Transporte das Seis Colmeias (referido no livro como Six-Hive Transport System) é uma rede global de carros voadores. São rápidos o suficiente para dar a volta ao globo em menos de 4,2 horas. Mukta foi o protótipo do carro fabricado em 2073 e pertencente à casa de Saneer-Weeksbooth.
Utopia opera o seu próprio sistema de carroe. O sistema Utópico é um pouco mais lento que o primário, mas apresenta 100% menos acidentes.

### Sem Colmeia
Sendo a cidadania das Colmeias voluntária, por escolha também é possível não ser membro de nenhuma. Como tal, existem um conjunto de leis mínimas que regem toda a humanidade, conhecidas como Leis Negras (Black Laws). Estas leis proíbem principalmente ações que resultarão na perda significativa de vidas humanas e destruição de recursos naturais ou que prejudicarão um menor e privarão um indivíduo da capacidade de pedir ajuda através de rastreadores. As Tribunas Blacklaw, título concedido aos representantes daqueles sem Colmeia, têm poder de veto sobre quaisquer novas Leis Negras propostas. Um conjunto adicional de Leis de Consenso, conhecidas como Leis Cinzentas (Grey Laws), reflectem leis razoáveis frequentemente recomendadas para preservar a paz comum e proibir comportamentos destrutivos como a violência, o roubo e a exploração. Essas leis se aplicam a menores e pessoas sem capacidade mental para dar consentimento informado. Acima, está um conjunto de Leis de Caráter conhecidas como Leis Brancas (White Laws), que são usadas por aqueles que acreditam que as leis conduzem ao comportamento moral, devendo proibir o uso de substâncias recreativas ou o recurso à violência, assim como certas atividades sexuais. Qualquer adulto que não seja membro de uma Colmeia pode escolher qual conjunto de leis deseja seguir e pelo qual deve ser protegido.
| Grupo    | Capital    | Notas |
| -------- | ---------- | --- |
| Blacklaw | Hobbestown | Todos os humanos devem seguir as oito Leis Universais, incluindo os Blacklaw que optaram por não acrescentar mais leis na sua constituição. Em Hobbestown também existem Oito Costumes, também conhecidas como Leis Naturais. Além disso, espera-se que antes de cometer qualquer ação séria, um Blacklaw consulte o Rumormonger, que é a pessoa mais bem informada da cidade, para obter conselhos. Usam uma faixa preta. |
| Graylaw  |            | Por norma, todos os menores são Graylaws até que sejam aprovados no Exame de Competência para Adultos e escolham a sua fidelidade. Os Graylaws seguem as Leis Negras, além de um conjunto adicional de "Leis de Consenso". Usam uma faixa cinza. |
| Whitelaw |            | Os Whitelaw seguem todas as Leis Negras e Leis Cinzentas, além de um conjunto adicional de "Leis dos Personagens". Usam uma faixa branca. |

A tetralogia de ficção científica é escrita como uma história e um livro de memórias, com seções significativas sobre tratados filosóficos, religiosos e políticos.
Cada livro começa com uma página de título interna, onde estão anunciadas as autorizações, isenções de responsabilidade e avisos. A autora Ada Palmer explicou numa entrevista que os livros franceses do período do Antigo Regime forneciam às autoridades, que os aprovaram para fins de censura, as listas de informações sobre as preocupações e prioridades da sociedade em que foram publicados.
A maioria dos capítulos foi escrito em estilo neo-iluminista, porque, na narrativa, uma subcultura influente reviveu as roupas, a sociedade e a linguagem europeias do século XVIII. Palmer sentiu que existe uma "experiência emocional" particular quando alguém lê esse tipo de livro e, por isso, adotou o estilo para promover o renascimento do século XVIII no mundo futurista da série, afirmando ainda que "vários dos temas principais vêm da literatura iluminista". Filósofos europeus como Voltaire, Thomas Hobbes e o Marquês de Sade são significativos para o texto e seus personagens. Influência adicional pode ser sentida em épicos gregos como A Ilíada e A Odisséia, como a metáfora estendida e a própria odisséia de Mycroft no Mar Mediterrâneo durante Perhaps the Stars.
Os romances são frequentes endereçados ao leitor diretamente, inspirados na obra Jacques, o Fatalista, de Denis Diderot, que fornece a epígrafe, e outras peças da literatura do século XVIII. No entanto, o "leitor" não é o leitor real do livro, mas um imaginado no universo que Mycroft supõe ser seu contemporâneo ou posterior. Os dois últimos livros também apresentam diálogos com um Thomas Hobbes imaginário. Da mesma forma, o narrador faz referências frequentes ao seu ato de realmente escrever o livro e ao escrutínio que está sob o escrutínio de alguns outros personagens, que aparentemente atuaram como editores e censores.

### Idiomas
A maior parte dos diálogos é geralmente traduzida para inglês, mas para indicar outros idiomas e outros meios de comunicação, são utilizadas várias convenções ortográficas. Na maioria das vezes, diferentes aspas são usadas para cada idioma. Para representar palavras faladas em japonês, parenteses「 assim 」são utilizadas, enquanto a fala francesa e grega recebe aspas « assim ». Pontos de exclamação e interrogação invertidos, ¡¿assim?!, são usados para distinguir a fala em espanhol. O alemão não recebe pontuação especial. O latim maçônico, linguagem inventada, assim como a variante de JEDD Mason, muitas vezes não é traduzido e está em itálico, mas geralmente é seguido por uma tradução para o inglês. Apesar de essas serem as sete línguas que Mycroft fala, ocasionalmente outras línguas aparecem e têm suas próprias convenções: por exemplo, quando um personagem fala Hindi, o ponto final é substituído pelo Hindi Poorna viraam ("।") (U+ 0964 "Devanágari Danda"). Os conjuntos se comunicam apenas por meio de texto visto através dos rastreadores, e seu diálogo é delimitado por sinais de menor que e maior que < assim >, com todo o texto renderizado em letras minúsculas. Outros textos que aparecem nos rastreadores também são colocados entre sinais de menor que e maior que, mas com letras maiúsculas adequadas.

### Linguagem de gênero
Por norma, quase todos os personagens usam publicamente uma linguagem de gênero neutro, sendo "eles/eles" o pronome predominante usado. Mycroft, o narrador principal, considera opressiva a obsessão de seu mundo pela neutralidade de gênero, por isso costuma usar pronomes de gênero para se referir a outros personagens, atribuindo gêneros com base nas personalidades e funções, em vez das suas características sexuais. O autor explicou ainda que Mycroft faz frequentemente "mau uso" dos pronomes de gênero, assim como as pessoas na vida real muitas vezes cometem erros ao usar pronomes de gênero neutro. Além disso, em Seven Surrenders, Sniper aconselha o leitor a não "confiar nos pronomes de gênero que Mycroft dá às pessoas".

### Origens dos títulos
- O título da série, Terra Ignota, é uma forma alternativa do termo topográfico arcaico terra incognita (latim para "terra desconhecida"), outrora usado para denotar regiões que não haviam sido mapeadas ou documentadas. Ada Palmer reaproveita o termo como um novo tipo de petição de direito internacional apresentada por um personagem durante um julgamento criminal em The Will to Battle .
- O título do primeiro romance, Too Like the Lightning, é retirado de Romeu e Julieta (Ato II, Cena 2) e foi a inspiração original para a série.[7]
- Seven Surrenders descreve os acontecimentos do livro, em que todas as sete Colmeias abdicam de parte de sua autonomia para um personagem central.
- O título The Will to Battle é retirado da obra Leviatã de Thomas Hobbes e descreve o estado do mundo durante o romance, antes do início da luta.[8]
- Perhaps the Stars, título do quarto livro da série, é também o título do décimo terceiro capítulo do primeiro romance, que introduziu a colmeia utópica na história.

## Personagens
Nota: Alguns personagens listados não aparecem em todos os volumes. Para evitar spoilers, os detalhes relevantes do enredo desta lista, são baseados nas aparições iniciais de cada personagem. As alterações podem ser encontradas nas listas de personagens dos livros posteriores.
- Mycroft Canner: um polímata brilhante e infame criminoso condenado. Cumpre a sua pena como militar, trabalha para muitos dos líderes mundiais mais poderosos e protege Bridger secretamente. É magro e curvado, com cabelo encaracolado longos, membros reconstruídos, cicatrizes distintas e pele ligeiramente escura. Usa um chapéu redondo e disforme. 31 anos de idade. De ascendência grega.
- Bridger: um menino de 13 anos que pode "milagrar" brinquedos ou objetos representativos para se tornarem reais. Tem semelhança narrativa com o personagem mítico grego Asclépio. Pele clara com cabelos castanhos aloirados.
- Major, também conhecido como Achilles Mojave: o líder dos soldadinhos de brinquedo trazido à vida por Bridger.
- Tenente Aimer, também conhecido como Patroclus: tenente do major e segundo no comando dos soldadinhos de brinquedo.
- Croucher: um soldadinho de brinquedo que sempre discorda e questiona as pessoas ao seu redor.
- Outros soldados de brinquedo: Private Pointer, Looker, Crawler, Medic, Stander Yellow, Stander Green, Nogun e Nostand.
- Mommadoll: uma boneca animada que cozinha e cuida de Bridger e dos soldados.

### Primos
- Carlyle Foster: um sensayer (conselheiro espiritual). Torna-se uma guia espiritual para Bridger. Loira, de olhos azuis e magra, 31 anos, de ascendência europeia. São lhe atribuidos os pronomes ele/ele e ela/ela em diferentes períodos da narrativa.
- Bryar Kosala: Presidente da Colmeia de Primos. Alta e imperiosa, mas profundamente gentil. Esposa de Vivien Ancelet. De ascendência indiana.
- Lorelai "Cookie" Cook: Ministra da Educação de Romanova. Líder da facção Nuturista, que se opõe à criação de set-sets. É lhe atribuido o pronome 'ela'.
- Darcy Sok: Chefe do Bureau de Feedback dos Primos.

### Europa
- Isabel Carlos, também conhecida como Espanha: Ex-Primeira-Ministra da Colmeia Europeia. Rei de Espanha. 59 anos, cabelos quase pretos. De ascendência espanhola e chinesa.
- Casimir Perry: Primeiro-Ministro de "segunda escolha" da Colmeia Europeia.
- Leonor Valentín: Príncipe Herdeiro de Espanha e filha de Isabel Carlos. Apareceu na lista falsa Black Sakura Seven-Ten. Aliada de Perry.
- Julia Doria-Pamphili: Chefe do Conclave dos Sensayers, também conhecida como Pontifex Maxima (alta sacerdotisa). Um vocateur especializado em intensas sessões one-shot e sensor nomeado pelo tribunal de Mycroft. Expressa um gênero distintamente feminino. De ascendência italiana.
- Ektor Carlyle 'Papa' Papadelias: Comissário Geral Romanovan. Obcecado pelos detalhes do caso de Mycroft. Cento e dois anos. De ascendência grega. Uma mulher atribuiu pronomes 'ele'.

### Górdios
- Felix Faust: Diretor do Brillist Institute e Gordian Hive. Setenta e oito anos com uma natureza voyeurista, brincalhona e sarcástica. De ascendência europeia.
- Jin Im-Jin (Gordian): Presidente do Senado da Aliança Livre Universal em Romanova, a quem Mycroft chama de avô. Pelo menos 150 anos. De ascendência coreana.

### Sem Colmeia
- Jeovah Epicurus Donatien D'Arouet "JEDD" Mason: Estranho, mas brilhante. Um Tribuno Graylaw, Familiaris Candidus e co-líder sombra de cada Colmeia. Veste todas as roupas pretas e sem babados do século XVIII. Outros nomes/títulos usados por vários Hives incluem: Jed, Tai-Kun, Xiao Hei Wang, Jagmohan, TM, Mike, Porphyrogene, '' Aναξ ( Anax ). Vinte e um anos.
- Dominic Seneschal, também conhecido como Canis Domini, Cão do Senhor: Um investigador poli-direito, sensayer e abrasivo valete pessoal de JEDD Mason. Um Blacklaw com estilo agressivo e anacrônico: cabelos castanhos presos em um rabo de cavalo com fita, roupas europeias totalmente pretas do século 18 e um florete. Uma mulher atribuiu pronomes 'ele'; intensamente masculino na expressão de gênero.
- Vivien Ancelet: Nomeada vitalícia como Censora (mestre do censo) de Romanova e secretamente a Anônima. Esposa de Bryar Kosala. Usa dreadlocks finos na altura dos ombros. De ascendência francesa e africana.
- O Anônimo, também conhecido como Conde Déguisé: Um comentarista político extremamente respeitado. Uma função, não um indivíduo e, portanto, não um membro de qualquer Hive. Eleito vice-presidente da Colmeia Humanista por procuração.
- "Madame" Joyce Faust D'Arouet: mãe biológica de JEDD Mason e senhora do Gendered Sex Club. Lei Negra. Usa uma grande peruca branca, vestidos elaborados, muitas pedras preciosas e maquiagem de boneca.
- Saladino: irmão adotivo, amante e cúmplice secreto de Mycroft. Considerado morto desde a infância por todos, exceto Mycroft. Usa o casaco utópico de Apollo Mojave, cheio de armas. De ascendência grega.
- Gibraltar Eufrates Chagatai: cozinheiro de JEDD Mason. Ela é grande, forte e barbuda. Lei Negra. De ascendência mongol.
- Jung Su-Hyeon Ancelet-Kosala: Vice-censor. Minúsculo, com cabelo preto. Apareceu na lista falsa Black Sakura Seven-Ten. Uma mulher atribuiu pronomes 'ele' para combinar com os de Vivien Ancelet. Graylaw. De ascendência asiática.
- Heloïse D'Arouet: uma freira que mora na casa de Madame, dedicada a JEDD Mason.
- Castel Natekari: O boato de Hobbestown e Blacklaw Tribune. Líder aposentado do Grupo Algheni. Tem cabelo preto e uma cicatriz na bochecha esquerda. De ascendência indiana.
- Outis: Um Servicer, protegido de Mycroft, editor (fictício) da série e o Nono Anônimo (9A). O crime deles foi assassinar os assassinos do seu ba'sib. Anteriormente humanista. De ascendência grega. Seu pseudônimo significa “ninguém” em grego, uma referência à Odisséia.

- Ganimedes Jean-Louis de la Trémouïlle: Duque Presidente da Colmeia Humanista. Irmão gêmeo de Danaë Marie-Anne de la Trémouïlle. Ele usa trajes ostentosos do século 18 para complementar seus olhos azuis e cabelos dourados na altura dos ombros. Ele é tão bonito que todo um estilo de arte "ganimedista" é baseado em representações dele. De ascendência francesa.
- Brody DeLupa: Vice-presidente proxy do Anonymous.
- Aesop Quarriman: O único senador humanista não eleito, escolhido anualmente por heroísmo. Originador do símbolo do alvo. Nasceu na Antártica. Suas botas humanistas são de polímero para proteção e mobilidade, com muitas listras de medalhas olímpicas.

#### Família Saneer-Weeksbooth
Uma família dinástica e humanista, conhecida por ter sido a inventora do sistema global de carros voadores e o administrar há quase cinco séculos. Estão sediados na "Cidade do Espetáculo" (Spectacle City) de Cielo de Pájaros, Chile. Os pais e antecessores dos atuais membros morreram num acidente de rafting.
- Ockham Prospero Saneer: o líder dos Saneer-Weeksbooth. Bastante musculoso e cavalheiresco, Ockham possui o direito extremamente raro de usar força letal. Suas botas humanistas são de aço e couro. De ascendência indígena e possivelmente mestiça.
- Thisbe Ottila Saneer: outra protetora secreta de Bridger e uma bruxa. Além de ajudá-la a dirigir os carros, Thisbe é uma premiada criadora de "smelltrack" para filmes. Cabelos negros, pele escura e confiante. Suas botas humanistas retratam uma paisagem montanhosa de pincel. De ascendência indígena e possivelmente mestiça.
- Ojiro Cardigan Sniper: Segundo no comando dos Saneer-Weeksbooths, um atleta mundialmente famoso, artista performático, modelo e boneca viva profissional. Sniper é gênero fluido e intersexo, mas Mycroft atribui pronomes 'ele' para fazer paralelo com rivais, Ockham e Ganimedes; pronomes 'isso' de Seven Surrenders em diante. As botas humanistas do Sniper são de couro com listras metálicas representando medalhas olímpicas. De ascendência japonesa, europeia e sul-americana.
- Lesley Juniper Sniper Saneer: adotada pelos Saneer-Weeksbooths depois que sua própria festa morreu em um acidente de carro voador. Um rabiscador compulsivo. Esposa de Ockham. Energético, com cabelos pretos cacheados. Suas botas humanistas são feitas de tela, na qual os rabiscos mudam todos os dias. De ascendência chinesa e africana.
- Cato Weeksbooth: um professor de ciências brilhante, mas instável. Voluntários no Museu de Ciência e Indústria (Chicago), ensinando crianças. Suas botas humanistas são feitas de grifo utópico e exibem diversas anatomias internas dos pés. De ascendência chinesa.
- Eureka Weeksbooth: um conjunto cartesiano que faz interface direta com os dados do sistema do carro por meio de visão, som, olfato, tato, temperatura e paladar. Pronomes femininos e atribuídos a 'eles'. De ascendência chinesa.
- Sidney Koons: um conjunto cartesiano que faz interface direta com os dados do sistema do carro. Não nasceu na festa da Saneer-Weeksbooth, mas a escolheu.
- Kat Typer: Uma das gêmeas idênticas e intercambiáveis que se odeiam. Fascinado pelo duplo pensamento espiritualista pseudocientífico do século XIX.
- Robin Typer: Um dos gêmeos idênticos e intercambiáveis que se odeiam. Gosta de bicicletas.

- Cornel Semaphoros MASON: Imperador. De cabelos negros e pele bronzeada, ele usa um terno de peito quadrado em um tom exclusivo de cinza ferro. Sua manga direita preta indica seu direito exclusivo de ordenar a execução. Seu pé esquerdo é protético, tendo o original sido removido durante o Teste Maçônico do Sucessor. Um homem atribuiu pronomes 'ele'.
- Mycroft 'Martin' Guildbreaker: Um investigador poli-direito de Romanova e ministro de JEDD Mason. A Familiaris Regni, o primeiro membro da Ordo Vitae Dialogorum, e Nepos: um membro do círculo íntimo do Imperador e sujeito absoluto de seu testamento. Trinta e dois anos. De ascendência persa.
- Xiaoliu Guildbreaker: esposa de Martin. Nascido Mitsubishi, ele é o primeiro não-maçom a se juntar à festa Guildbreaker em gerações. O juiz maçônico no julgamento terra ignota de Ockham Saneer. Familiaris Regni e membro da Ordo Vitae Dialogorum. Uma mulher atribuiu pronomes 'ele'.

- Charlemagne Guildbreaker, Sr.: Um respeitado senador da Aliança, a quem Mycroft chama de avó do Senado. A Familiaris Regni. Avó de Martin. Barbudo. De ascendência persa. Um homem atribuiu pronomes 'ela'.

### Mitsubishi
- Hotaka Andō Mitsubishi: Diretor Chefe da Diretoria Executiva da Mitsubishi, marido de Danaë Marie-Anne de la Trémouïlle. De ascendência japonesa.
- Danaë Marie-Anne de la Trémouïlle Mitsubishi: Uma beleza mundialmente famosa, incrivelmente adepta da manipulação social e do interrogatório gentil. Nomeado em homenagem ao Danaë da mitologia grega. Irmã gêmea de Ganimedes Jean-Louis de la Trémouïlle. Cabelos loiros e olhos azuis. Intensamente e expressivamente feminino. De ascendência francesa.
- Tsuneo Sugiyama: Repórter aposentado do jornal Black Sakura ; escritor da lista Seven-Ten original. Oitenta e nove anos. De ascendência japonesa.

#### Filhos adotivos de Andō e Danaë, cenários inacabados de "Oniwaban"
- Haru Mitsubishi
- Hiroaki Mitsubishi: Em treinamento no Cousins' Feedback Bureau, seção de educação. Seu suéter Brill sem mangas indica sua habilidade em matemática. De ascendência do sudeste asiático.
- Jun Mitsubishi: Rejeitado pelo Brill's Institute. Candidatou-se ao cargo de secretário na festança do Cérebro de Gordian. Em Too Like the Lightning, descrito como europeu e sardento. Em Seven Surrenders, descrito como classicamente japonês.
- Masami Mitsubishi: Estagiária da Black Sakura e redatora da falsa lista Seven-Ten roubada. De pele escura, descendente de japoneses Ainu.
- Michi Mitsubishi: Estagiária no Parlamento Europeu.
- Nao Mitsubishi
- Ran Mitsubishi: Tentou trabalhar nos escritórios de Ganimedes, mas foi rejeitado. De ascendência do Médio Oriente.
- Setsuna Mitsubishi
- Sora Mitsubishi: Secretária pessoal do Pretor Humanista em Romanova.
- Toshi Mitsubishi: Um analista do escritório do Censor e Graylaw Hiveless. Usa o cabelo com muitas pequenas mechas e uma insígnia da nação japonesa. De ascendência africana e europeia.

### Utopia
- Aldrin Bester: Um investigador utópico. Um Familiaris Candidus, pertencente ao círculo íntimo do Imperador, mas não sujeito aos seus poderes capitais. Nomeado em homenagem ao astronauta Buzz Aldrin e ao autor de ficção científica Alfred Bester . Usa um casaco representando uma cidade espacial.
- Voltaire Seldon: Um investigador utópico. Um Familiaris Candidus, pertencente ao círculo íntimo do Imperador, mas não sujeito aos seus poderes capitais. Nomeado em homenagem ao filósofo Voltaire e ao psico-historiador fictício Hari Seldon . Usa um casaco representando ruínas pantanosas.
- Mushi Mojave: Primeiro entomologista em Marte. Um dos ba'pas de Apolo. Usa um casaco que representa milhões de formigas.

- Huxley Mojave: Guarda de Utopia, responsável por Mycroft. Votou pelo abandono da Terra e perdeu, mas foi nomeado embaixador mesmo assim. Veste um casaco de tempestades.

### Mardi bash' (multi-colmeia)
Um grupo de historiadores e guerreiros, obcecados pela arte da guerra. Vizinhos da família adotiva de Mycroft e vítimas da sua onda de assassinatos. Todos, exceto um, faleceram no início da narrativa, mas são frequentemente mencionados.
- Apollo Mojave: Utópico. Nomeado em homenagem ao deus grego Apolo e ao deserto de Mojave. Cabelos dourados. Quinze anos mais velho que Mycroft.
- Aeneus Mardi: Senador de Romanova. Esfaqueado até a morte nos idos de março. Corpo deixado no Altar da Paz.
- Chiasa Mardi: Historiadora. Maçon.
- Genebra Mardi: Senadora. Maçon criada por Primos. Crucificada.
- Ibis Mardi: Estava apaixonado por Mycroft. Ter-se-ia tornado um Primo. Espancado até a morte, estuprado, cozido e comido vivo. Um ano mais novo que Mycroft.
- Jie Mardi: Historiador. Tortura de água chinesa. Mitsubishi.
- Jules Mardi: Historiador. Maçon.
- Ken Mardi: Um prodígio e aspirante a espadachim. Filho biológico de Kohaku. Quatro anos mais novo que Mycroft. Desmembrado e deixado para morrer de frio no Ártico aos treze anos.
- Kohaku Mardi: Analista do Gabinete de Censura. Envenenado, morte por seppuku. Escreveu as estatísticas do ponto sem retorno numa parede com o seu sangue.
- Laurel Mardi: Considerado o menino de ouro da geração mais jovem. Desmembrado, guilhotinado e dado ao cão de Mycroft. Três anos mais novo que Mycroft.
- Leigh Mardi: Prima. Atirada aos leões na Grande Reserva Africana.
- Luther Mardigras: Atirador profissional. Pai de Tully. Torturado e desmembrado ao longo de cinco dias e finalmente queimado em um homem de vime.
- Mercer Mardi: Companheira górdia. Mãe de Tully. Vivissecado.
- Makenna Mardi: Historiadora. Torturada com água.
- Malory Mardi: Humanista.
- Seine Mardi: amante de Apolo. Humanista. A sua beleza, romance com Apolo e morte em batalha inspiraram um novo subgênero da literatura e da arte.
- Tully Mardi/Mojave: O último Mardi sobrevivente, escondido pelos Utópicos em Luna City, durante treze anos desde os assassinatos. Graylaw Sem Colmeia. Alto e dependente de muletas por ter crescido em baixa gravidade. Nove anos mais novo que Mycroft.

O processo de construção do mundo levou cinco anos, e foi inspirado pela primeira vez quando Palmer leu o excerto de Romeu e Julieta que dá nome ao primeiro livro. Ada Palmer afirma que a inspiração original foi para uma estrutura que envolvia a perda de algo precioso no ponto médio, e que o esboço e a construção do mundo surgiram a partir disso. O personagem Mycroft foi desenvolvido depois da maioria dos outros personagens centrais, mas antes da trama.
A história foi comprada pela Tor Books durante a San Antonio Worldcon de 2013, cinco anos depois de tê-la enviado pela primeira vez. Quando o primeiro manuscrito foi vendido, Palmer já havia escrito os rascunhos do segundo e do terceiro volume.

## Recepção
A NPR qualifica o livro como "denso e complexo" e a construção do mundo como um "feito emocionante", comparando com os mundos de Gene Wolfe e Neal Stephenson. A New York Review of Science Fiction compara o narrador com Alex de A Clockwork Orange.
Paul Kincaid em Strange Horizons ficou decepcionado com o tratamento de gênero em Too Like the Lightning, deplorando o abandono direto por parte do narrador, preferindo o estilo em Ancillary Justice.
Stuart Conover, da Horror Tree, sentiu que "'Perhaps the Stars é uma conclusão adequada para a série Terra Ignota. Ele amarra pontas soltas e fornece uma resolução satisfatória para a história, ao mesmo tempo que deixa espaço para o leitor imaginar o que pode acontecer a seguir".

## Prêmios
Too Like the Lightning foi finalista do Prêmio Hugo de Melhor Romance de 2017, e ganhou o Prêmio Compton Crook de 2017 de Melhor Primeiro Romance do gênero publicado no ano anterior. A tetralogia  foi finalista do Prêmio Hugo de Melhor Série 2022.